# Jafar Salmasi
Jafar Salmasi, né le 22 septembre 1918 à Bagdad et mort le 31 janvier 2000 à Téhéran, est un haltérophile iranien.

## Carrière
Jafar Salmasi participe aux Jeux olympiques d'été de 1948 et  remporte la médaille de bronze dans la catégorie des poids plumes. Il remporte aux Jeux asiatiques de 1951 la médaille d'or dans la catégorie des poids plumes.